# أنتا ديوب
أنتا ديوب هو شيخ سنغالي وعالم ومؤرخ وبروفيسور. ولد في ديسمبر 1923 في منطقة ديوريل. هو عالم موسوعي متخصص في العديد من المجالات، تاريخ، انثروبولوجيا، فيزياء، سياسة.

## حياته
ولد أنتا ديوب وبلاده ترزح تحت وطأة الاستعمار، وتدرج في مراحل تعليمه الأولى بنجاح وتفوق، تلقى تعليماً دينياً تقليدياً في السنغال ثم انتقل إلى جامعة باريس لدراسة الفيزياء
ولكنه انشغل بالدراسات التاريخية ليرد علي الأكاذيب الأوربية التي سادت على مدى قرنين
والتي تقول ان السود لم يقدموا إسهامات في الحضارة البشرية.

## علاقته الحضارة الأفريقية
عُرف بدفاعه القوي عن الحضارة الأفريقية وتاريخها من خلال محـاضراته وكتاباته العديدة التي اتصفت بالعلمية والدقة
كما كان مهتماً بدراسة الآثـار في أفريقيا وأسس مختبراً متخصصاً في هذا المجـال.

## الدوار السياسي
سـاهم بشكل كبير ومؤثر في تأسيس العديد من الكُتل السياسية في السنغـال، أهمها (الجبهة الوطنية، والتجمع الوطني الديمقراطي) كان منافسا قوياً جداً للرئيس السنغالي آنذاك(ليوبولد سيدار).

## أعماله
- الاصول الزنجية للحضارة المصرية

## روابط خارجية
- أنتا ديوب على موقع الموسوعة البريطانية (الإنجليزية)